# Mała Wieś (Wieluń)
Pour les articles homonymes, voir Mała Wieś.
Mała Wieś est une localité polonaise de la gmina de Konopnica, située dans le powiat de Wieluń en voïvodie de Łódź.